# Brookneal
Brookneal es una localidad del Condado de Campbell, Virginia, Estados Unidos. Según el censo de 2000 tenía una población de 1.259 habitantes y una densidad de población de 138.9 hab/km².

## Demografía
Según el censo de 2000, había 1.259 personas, 509 hogares y 325 familias residiendo en la localidad. La densidad de población era de 138,9 hab./km². Había 580 viviendas con una densidad media de 64,0 viviendas/km². El 63,78% de los habitantes eran blancos, el 34,71% afroamericanos, el 0,56% de otras razas y el 0,95% pertenecía a dos o más razas. El 1,59% de la población eran hispanos o latinos de cualquier raza.
Según el censo, de los 509 hogares en el 29,1% había menores de 18 años, el 44,8% pertenecía a parejas casadas, el 16,1% tenía a una mujer como cabeza de familia y el 36,0% no eran familias. El 31,4% de los hogares estaba compuesto por un único individuo y el 18,1% pertenecía a alguien mayor de 65 años viviendo solo. El tamaño promedio de los hogares era de 2,36 personas y el de las familias de 2,98.
La población estaba distribuida en un 24,9% de habitantes menores de 18 años, un 5,6% entre 18 y 24 años, un 24,4% de 25 a 44, un 21,9% de 45 a 64 y un 23,2% de 65 años o mayores. La media de edad era 42 años. Por cada 100 mujeres había 79,6 hombres. Por cada 100 mujeres de 18 años o más, había 77,0 hombres.
Los ingresos medios por hogar en la localidad eran de 25.938 dólares ($) y los ingresos medios por familia eran 35.592 $. Los hombres tenían unos ingresos medios de 26.800 $ frente a los 20.089 $ para las mujeres. La renta per cápita para la ciudad era de 14.164 $. El 19,8% de la población y el 15,2% de las familias estaban por debajo del umbral de pobreza. El 26,5% de los menores de 18 años y el 11,5% de los habitantes de 65 años o más vivían por debajo del umbral de pobreza.

## Geografía
Según la Oficina del Censo de los Estados Unidos, Brookneal tiene un área total de 9,4 km² de los cuales 9,1 km² corresponden a tierra firme y 0,3 km² a agua. El porcentaje total de superficie con agua es 3,31%.